# Стасюк Михайло Миколайович

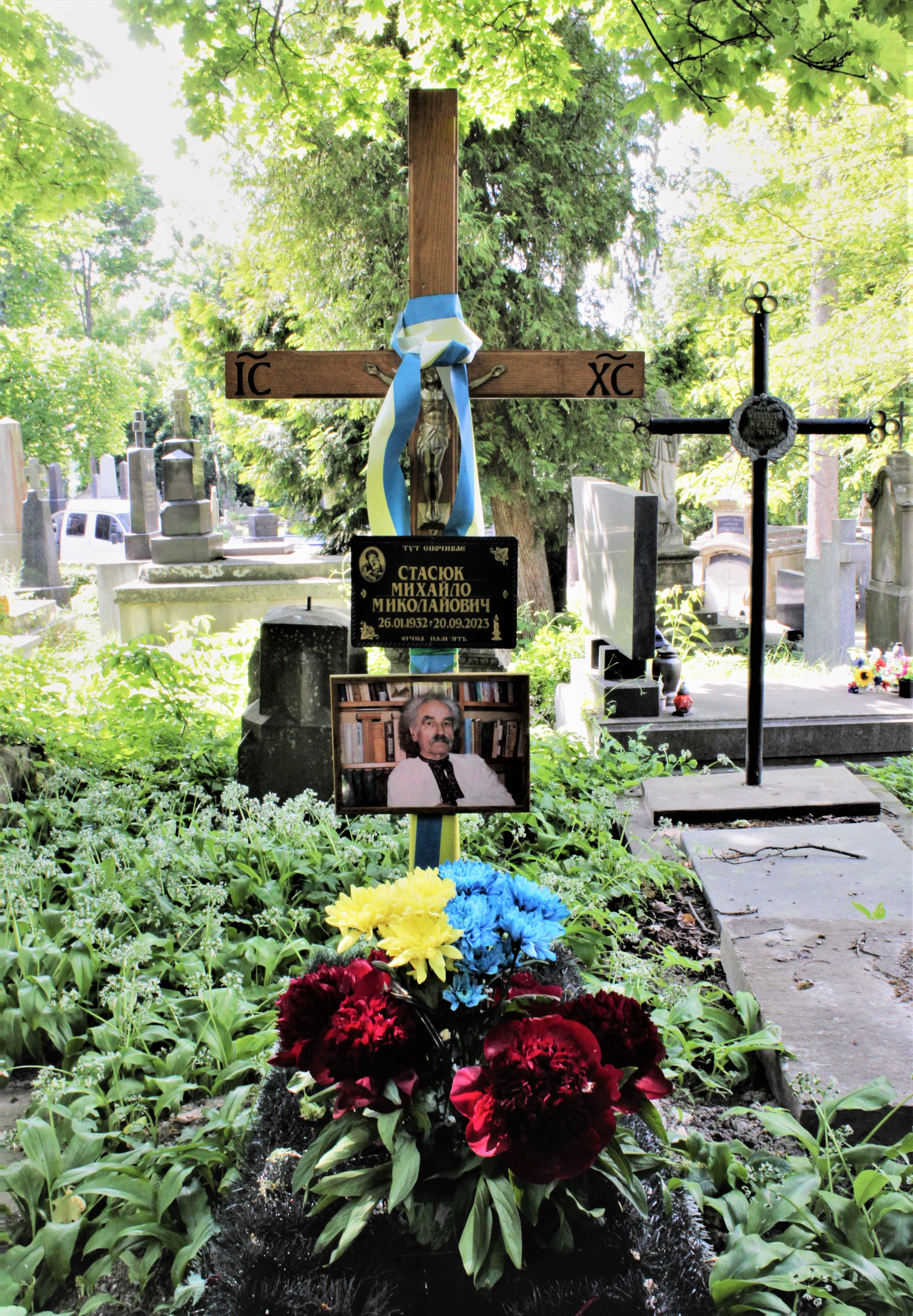
Могила письменника Михайла Стасюка.

Стасюк Михайло Миколайович (нар. 26 січня 1932, с. Куропатники, Бережанський район, Тернопільська область, Україна — пом. 20 вересня 2023, Львів) — український письменник, автор шести книг, в тому числі — роману про УПА «І сходить багряне сонце».

## Біографія
Народився 5 лютого 1932 року у селі Куропатники Бережанського району Тернопільської області. Українець.
З 1957 до 1985 р. працював на різних інженерних посадах: будував шахти, висотні будинки, автобази, дороги тощо.
Під час арештів патріотів у 1972—1973 рр. арештований КДБ (вкрадений у Львові на вул. Зеленій) і запроторений на тодішню вул. Дзержинського. Допитували понад три місяці, але за відсутності доказів залишився на свободі. Причиною арешту була політична діяльність і книжка оповідань, що вийшла у 1970 р. у Києві, «Ой летіли лелеченьки», яка наробила галасу в КДБ.
З того часу аж до 1989 р. його не друкували, не брали на менш-більш пристойну роботу, ледь вдалось влаштуватись інженером по технагляду у радгосп «Винниківський». У радгоспі переслідування не припинились — щотижня викликали у пустомитівське КДБ, а згодом звільнили з роботи. У цей час В. Чорновіл та М. Осадчий працювали кочегарами, а М. Стасюку таки пощастило — влаштувався оператором на Винниківську ГРС. Там працював п'ять років, до 1989 р. З того часу включився у політичну роботу: зібрав біля 3000 підписів за статус української мови, які надіслав до Верховної Ради УРСР. 
Створив у Винниках «Просвіту» і був першим її головою, згодом створив РУХ і був першим його головою. У 1989 р., 18 червня, на Зелені свята організував панахиду біля могили Січових Стрільців у Винниках і першим приніс туди національний прапор. З 1990 р. зайнявся видавництвом політичної літератури. 
Видав за власні кошти (спадщину з Канади) біля ста тисяч примірників таких книг, як: «Історія УПА», «Євген Коновалець», чотири книги Дмитра Донцова, та ін., що були розповсюджені підчас референдуму 1991 р. Михайлом особисто і обласним Проводом Руху по всій Україні безоплатно. У цьому ж 1990 р. заснував у Києві з групою політиків та науковців всеукраїнський політичний журнал «Державність», який існує досі і з дня його засування є головним редактором. Журнал науково-публіцистичний, розповсюджується по всій Україні, редакція займається видавництвом політичної літератури.
Був делегатом від Львівської області на перших двох з'їздах Народного Руху України у Києві, створював обласні організації Руху з Миколою Поровським в Чернігові, Кіровограді, був на Майдані два тижні і присвятив Майдану і В. Ющенкові кольоровий журнал ще до третього туру виборів Президента.
Помер 21 вересня 2023 року у Львові.Похований на 69 полі Личаківського цвинтаря.